# (8073) Johnharmon
(8073) Johnharmon (1982 BS) – planetoida z pasa głównego asteroid okrążająca Słońce w ciągu 4,17 lat w średniej odległości 2,59 au. Odkryta 24 stycznia 1982 roku.